# Lưu Cương
Lưu Cương (chữ Hán: 劉彊, 25-58), tức Đông Hải Cung vương (東海恭王), là tông thất nhà Hán, phiên vương tiểu quốc Đông Hải, chư hầu nhà Hán trong lịch sử Trung Quốc.

## Thái tử nhà Hán
Lưu Cương là con trai trưởng của Hán Quang Vũ đế, hoàng đế khai quốc của nhà Đông Hán. Mẹ ông là Quách Thánh Thông, hoàng hậu đầu tiên của Quang Vũ Đế, nguyên là cháu gái của Chân Định vương Lưu Dương. Năm 25, vua cha Hán Quang Vũ đế ly khai Lưu Huyền tự lập làm Hoàng đế, cùng năm Quách thị sinh ra Lưu Cương. Năm 26, Hán Quang Vũ đế lập Quách thị làm hậu và phong Lưu Cương làm Thái tử.
Tuy nhiên vua cha không yêu Quách hậu mà luôn sủng ái người vợ cả là Quý nhân Âm Lệ Hoa. Năm 28, Âm quý nhân hạ sinh hoàng tử Lưu Dương, Lưu Dương từ nhỏ đã thông minh, lanh lợi nên được Quang Vũ Đế có phần yêu quý hơn thái tử Lưu Cương. 
Sau đó, cậu của Quách hoàng hậu làm phản nên bị Quang Vũ Đế xử tử. Quách hậu ngày càng thất sủng. Thấy vua sủng ái Âm quý nhân thì Quách hậu ghen ghét, thường xuyên kiếm cớ gây hiềm khích khiến Quang Vũ Đế tức giận. Năm 41, Quang Vũ Đế phế truất Quách hậu và lập Âm quý nhân làm hoàng hậu, tuy nhiên ông không nỡ phế cả mẹ lẫn con nên Lưu Cương vẫn được giữ ngôi Thái tử. 
Năm 43 Lưu Cương thấy mẹ bị phế, ngôi vị Thái tử cũng khó giữ bèn xin Hán Quang Vũ đế cho mình nhường lại ngôi Thái tử và chỉ xin làm phiên vương.Thái tử Lưu Cương nhận thấy địa vị của mình không vững, vì mẹ Lưu Cương bị phế, ông từ vị trí "Đích trưởng tử" bây giờ thành "Thứ trưởng tử", danh không chính ngôn không thuận, nên đã nghe thầy học Chất Uẩn (郅恽) khuyên can, nhiều lần chủ động xin Quang Vũ Đế cho từ bỏ ngôi vị. Từ đây, Đông Hải vương Lưu Dương lấy thân phận Đích trưởng tử ở trong triều đình tham gia chính sự. 

## Đông Hải vương
Năm 43, Hán Quang Vũ đế chấp thuận lời thỉnh cầu của ông, bèn phong Lưu Cương làm Đông Hải vương thay thế cho người em là Lưu Dương và lập Lưu Dương làm Thái tử. Năm 52, Lưu Cương chính thức về đất Đông Hải.Bởi vì Lưu Cương không phải bị phế mà thành phiên vương, nên Hán Quang Vũ Đế đặc biệt cho phép dùng nghi lễ Thiên tử mà về nước. Lại tăng đất phong, hợp thành 29 huyện.
Năm 58, Lưu Cương qua đời, hưởng dương 34 tuổi. Con ông là Lưu Chính lên kế vị làm Đông Hải vương.

## Gia đình
- Cha mẹ:
  - Cha: Lưu Tú.
  - Mẹ: Quách Thánh Thông
- Con cái:
  - Lưu Chính (刘政), Đông Hải Tĩnh vương.
  - Tỷ Dương công chúa (沘陽公主),hạ giá Đậu Huân (竇勳),sinh hai con là Đậu Hiến và Chương Đức Đậu hoàng hậu.